# Albania na Zimowych Igrzyskach Olimpijskich 2006
Albanię na Zimowych Igrzyskach Olimpijskich 2006 reprezentował jeden zawodnik – Erjon Tola, który był również chorążym ekipy. Był to pierwszy start Albańczyków na zimowych igrzyskach olimpijskich.

## Wyniki Reprezentantów

### Narciarstwo alpejskie
Mężczyźni
- Erjon Tola

supergigant – 56. miejsce
slalom gigant – 35. miejsce
slalom specjalny – nie ukończył